# Myosotis ramosissima subsp. ramosissima
Myosotis ramosissima subsp. ramosissima é uma subespécie de planta com flor pertencente à família Boraginaceae. 
A autoridade científica da subespécie é Rochel in Schult..
Os seus nomes comuns são miosótis, miosótis-azul ou não-me-esqueças.

## Portugal
Trata-se de uma subespécie presente no território português, nomeadamente em Portugal Continental e no Arquipélago dos Açores.
Em termos de naturalidade é nativa de Portugal Continental e introduzida no Arquipélago dos Açores.

## Protecção
Não se encontra protegida por legislação portuguesa ou da Comunidade Europeia.